# Andrej Smole
Andrej Smole, trgovec, zbiratelj in zapisovalec narodnih pesmi, * 18. november 1800, Ljubljana, † 30. november 1840, Ljubljana.
Smole je bil rojen v ljubljanski gostilni Figovec, ki sta jo vodila njegova starša Helena (roj. Sever) in Mihael Smole (1776–1806). Oče je zgodaj umrl, mati pa je prevzela gostilno in se ponovno poročila. Njen drugi mož je bil France Valentin. Andrej Smole je z materino vzpodbudo postal trgovec, vendar pa sta ga bolj kot posli zanimala predvsem književnost ter razvoj slovenskega jezika in kulture. Zaradi boemskega življenja je bankrotiral in se pred dolžniki za več let umaknil v tujino (Nemčija, Italija, Anglija). Po vrnitvi je leta 1833 kupil dolenjski dvorec Prežek (Preissek), vendar pa ni bil ravno zgleden gospodar. V njem je pogosto veseljačil z vrstnikom, sodelavcem in prijateljem Francetom Prešernom ter z grofom Antonom Alexandrom Auerspergom (Anastasius Grün).
Zbiral in zapisoval je slovenske pesmi in jih nekaj tudi objavil (Krajnska čbelica, 1832). Trudil se je za slovenski narodni prerod, s Prešernom sta načrtovala političen časopis, ki pa je zaradi cenzure in Smoletove prezgodnje smrti ostal neuresničen.
Razvratno in lahkomiselno življenje je načelo njegovo zdravje. Umrl je 30. novembra 1840 ob praznovanju svojega godu v Prešernovi prisotnosti.

## Zanimivosti
Spominska plošča Andreja Smoleta je bila na prvotni zgradbi gostilne Figovec, po njenem rušenju (1951) pa je dal Plečnik ploščo vzidati v obzidje Križank (Zoisova cesta, Ljubljana).
Pri 25 letih se je poročil z vaško pesnico Tanjo Gregorčič (po poroki Smole) - sestrično Simona Gregorčiča. Imel je nezakonskega sina. Ob smrti je prosil Prešerna, naj skrbi zanj. Tako ga je Prešeren 1846 vzel s seboj v Kranj, kjer je bil njegov pisar.